# سید محمدکاظم طباطبایی یزدی
سید محمدکاظم طباطبایی یزدی معروف به صاحب عُروِه (زاده ۱۲۱۱ — درگذشته ۸ اردیبهشت ۱۲۹۸) فقیه، اصولی و از مراجع تقلید شیعه و مؤلف کتاب فقهی «العروةالوثقی» است
نقش وی در مبارزه با امپراتوری بریتانیا، در منابع تاریخی مربوط به حوادث سال‌های ۱۹۲۰ و نفوذ نیروهای انگلیسی به عراق، ثبت شده است.

## نسب
از سادات طباطبایی است که نَسَبِ ایشان به ابراهیم طباطبا پسر اسماعیل دیباج  پسر ابراهیم غمر  پسر حسن مثنی  پسر حسن مجتبی می‌رسد. 

### تولد و تحصیلات در ایران
وی در سال ۱۲۴۸ هجری قمری در یزد ودر خانواده ای مذهبی به دنیا آمد.پدرش سید عبدالعظیم کشاورز بود. نسب وی به سادات طباطبایی و حسن مجتبی می‌رسد. یزدی در ابتدای نوجوانی مقدمات را در مدرسه دومنار یزد نزد ملا محمدابراهیم اردکانی و آخوند زین‌العابدین عقدایی که هر دو استاد ادبیات بودند آموخت، سپس به مشهد مهاجرت کرده و علم هیئت و ریاضیات را نزد استادان آن جا آموخت. در اصفهان نیز در محضر شیخ محمد باقر نجفی (استاد بزرگ حوزه اصفهان و پدر آقا نجفی اصفهانی) و سید محمدباقر خوانساری (صاحب روضات الجنات) و میرزا سید محمدهاشم خوانساری (از مشایخ اجازهٰ سید) و تنی چند از بزرگان اصفهان شاگردی نمود.

### مهاجرت به نجف
وی در سال ۱۲۸۱ به نجف مهاجرت کرد و از محضر میرزای شیرازی، شیخ راضی نجفی، و شیخ مهدی کاشف الغطاء بهره‌مند شد.
پس از مهاجرت میرزای شیرازی به سامرا، وی عهده‌دار تدریس فقه در نجف گردید و پس از درگذشت میرزای شیرازی، تدریس طلاب در حوزه به‌طور کامل به دست وی سپرده شد.

### مشروطه
در جریان مشروطه در ایران نیز از ابتدا مخالف جریان مشروطه بود و جانبداری برخی علما از مشروطه در یک سو و مخالفت وی، اوضاع حوزهَ نجف و طلاب و مقلدان وی را در ایران، دچار دودستگی و پریشانی نمود و یزدی نیز اواخر عمر خود را در این جریانهای سیاسی بسیار به سختی سپری کرد.
صورت تلگراف‌ها، مکاتبات و استفتائات هر دو گروه مشروطه‌خواه و ضد مشروطه با یزدی، در مجموعه اسناد منتشر شده از دوره قاجار، موجود است
به گفته کسروی وی برعکس حضرات خراسانی و مازندرانی سود شخصی خودرا می‌جست و عده ای اعراب شیعی اطراف نجف را دور خود جمع کرده نمازهای وی تا چند هزار نمازگزار پیدا کرده و این افراد دائماً ولوله کرده به مشروطه فحاشی می‌کردند در حالیکه نمازهای آخوند خراسانی و مازندرانی تا سی نفر بیشتر نمازگزار نداشتند.

### استعمار انگلستان
در جریان ورود نیروهای انگلیسی های بی رحم به خاک عراق، نقش سیاسی فعالی را در رهبری نیروهای مقاومت در برابر استعمارگران عهده‌دار شد و نیروهای مقاومت را به رهبری فرزندش (سید محمد طباطبایی یزدی) به سوی نیروهای انگلیس رهسپار کرد و فرزند خویش را در این زمان از دست داد.
در آن هنگام که دولت ایتالیا قوای خود را برای اشغال لیبی در شمال آفریقا به حرکت درآورده بود و مملکت ایران نیز از سوی همسایه شمالی در اشغال نیروهای روس، و از جنوب مورد هجوم استعمار انگلیس بود، وی فتوای زیر را صادر کرد:
در این ایام که دول اروپایی مانند ایتالیا به طرابلس غرب (لیبی) حمله نموده و از طرفی روس‌ها شمال ایران را با قوای خود اشغال کرده‌اند، و انگلیسی‌ها نیز نیروهای خود را در جنوب ایران پیاده کرده‌اند و اسلام را درمعرض خطر نابودی قرار داده‌اند، بر عموم مسلمین از عرب و ایرانی واجب است که خود را برای عقب راندن کفار از ممالک اسلامی مهیا سازند و از بذل جان و مال در راه بیرون راندن نیروهای ایتالیا از طرابلس غرب و اخراج قوای روسی و انگلیسی از ایران هیچ فروگذار نکنند، زیرا این عمل از مهم‌ترین فرایض اسلامی است تا به یاری خداوند دو مملکت اسلامی از تهاجم صلیبی‌ها محفوظ بماند. (محمد کاظم طباطبایی)
وی در ۸ اردیبهشت ۱۲۹۸ درگذشت و در مسجد عمران بن شاهین، حرم علی بن ابی‌طالب در نجف به خاک سپرده شد.

## دیدگاه‌های اقتصادی
وی در پاسخ به استفتایی مبنی بر حکم استفاده از کالاهای خارجی در صورت امکان استفاده از مشابه داخلی آن کالا می‌نویسد:
هر چه موجب تقویت و شوکت کفر و کفار و باعث ضعف اسلام و مسلمین است حرام است، چه از معاملات باشد یا غیر آن از آنچه باشد و بسی سزاوار است که مسلمین، کلیه، هرگاه ممکن باشد، بدون ترتیب مفسده تحرز کنند از چیزهایی که در معرض تقویت کفر است.

## جایگاه علمی
او را علامه اجلّ، حافظ شریعت و مرجع شیعه گفته‌اند که ریاست علمی طایفه شیعه بدو منتهی می‌شد. در حلقه درسی او بیش از دویست عالم می‌نشستند. محسن امین او را فقیهی لغت‌دان، ادیب فصیحی معرفی کرده که کتاب عروة الوثقی او چنان اهمیت داشت که هر که می‌خواست در منصب مرجعیت قرار گیرد بر آن تعلیقه می‌نوشت.
غروی بر آن است که سید کاظم یزدی دریای متلاطم از علم و تحقیق بود و در معقول و منقول تبحر داشت. بر همه فروعات فقهی و متون احادیث حضور ذهن داشت. دانشمندی متقی که هیچ وقت عالم سیاست نتوانست او را بفریبد و تخدیرش کند.

## تألیفات
- رسالة فی الاستصحاب
- بستان نیاز و گلستان راز، مجموعه شعر و نثر ادبی
- التعارض
- تعلیقة علی المکاسب
- حاشیه آداب التجاره
- حاشیة المتاجر
- حاشیة الخیارات
- حاشیه تبصره علامه حلی
- حاشیه جامع عباسی شیخ بهایی
- حاشیه ذخیرة العباد فاضل شرابیانی
- سؤال و جواب (این اثر به تازگی به همت دکتر مصطفی محقق داماد در تهران منتشر شده‌است)
- حاشیه فرائد الاصول
- حاشیه مجمع المسائل
- حاشیه منتخب الرسائل خوانساری
- حاشیه منهج الرشاد
- حاشیه نخبه
- رساله ذخیرة الصاحلین
- رسالة فی ارث الزوجة من الثمن أو العقار
- رساله تعادل و تراجیح
- رساله جواز اجتماع امر و نهی
- الرفاق تحت‌المجهر
- الصحیفة الکاظمیة
- العروة الوثقی فیما تعم به البلوی
- غرر الغرویة
- الکلم الجامعة و الحکم النافعة
- مجمع الرسائل
- وسیلة النجات

نمونه‌هایی از مکتوباتش در کتب تاریخ مشروطه، رسایل و لوایح شیخ فضل‌الله نوری، نهضت روحانیون ایران، و نمونه دستخط وی در کتاب فقهای نامدار شیعه آمده‌است.
اسناد مربوط به یزدی، در اسناد کتابخانه ملی ایران، کتابخانه مجلس ایران، و قسمتی نیز در دست خانواده محقق طباطبایی (سید عبدالعزیز طباطبایی یزدی) نگهداری می‌شود.
مجموعه هفده جلدی از آثار صاحب عروه در اسفند ۱۳۹۱، در کنگره بزرگداشت صاحب عروه رونمایی و منتشر شد.

## شاگردان
طباطبایی یزدی شاگردان بسیاری تربیت کرد، از جمله:
- میرزا ابوالحسن مشکینی اردبیلی
- محمدرضا تنکابنی
- میرزا حسین فقیه سبزواری
- سید محمدتقی خوانساری
- سید احمد خوانساری
- میر محمد لطیف رضا توفیقی[۷]
- سید حسین طباطبایی قمی[۸][۹]
- آقا محمد فیاض همدانی
- شیخ حسین رشتی نجفی
- سید محمدناظم الشریعه بهبهانی[۱۰]
- محمدرضا غراوی

سید محمد کاظم موسوی خرم‌آبادی آهوقلندری
- ابوالمجد اصفهانی

## العروة الوثقی و التعلیقات علیها
اثر سترگ سید یزدی از سده اخیر تاریخ شیعه تاکنون اصلی‌ترین رفرنس خارج فقه در مجامع علمی بوده‌است، تا جایی که حاشیه بر عروه مبیّن و ملاک نیل به درجه اجتهاد و فقاهت فقیهان معاصر بوده‌است. از معروف‌ترین تعلیقات عروة الوثقی که به اتفاق در مجلدهایی به همین نام به نشر رسیده‌است عبارت اند از:

## فتوای حرمت مشروطه
متن فتوا را محسن کدیور در پیوست سیاست‌نامهَ خراسانی، کویر، چ اول، ۱۳۸۵، ص ۳۰۳ آورده‌است:

شنیده شده از تمام بلاد عود فتنه خاموش شده را از درگاه اعلیحضرت قدر قدرت همایونی خواسته‌اند، لذا اعلان به تمام بلاد می‌شود که علماء اعلام و حجج اسلام و متدینین، هیچ راضی نیستند که فتنه خاموش شده عود کند و مشروطه موهومه اسباب خیالات اشرار گردد، لذا به تمام بلاد اعلام می‌داریم که خواهش نمودن این امر حرام است. سید محمدکاظم طباطبائی یزدی*

^  حبل المتین، کلکته، سال ۱۶، شماره ۲۰، ۵ ذیقعده ۱۳۲۶ / ۶ و ۷: «شاه در اعلان نسخ مشروطیت ایران اظهار داشته که بر حسب فتوای علما، مشروطیت و پارلمان مخالف با قانون شریعت است. [مقصود] همین فتوای آقا سید کاظم بوده، چه ظاهر است علمای ایران نه مرجع تقلیدند نه صاحب نفوذ کلمه تامه در ایران، و احدی تا امروز از علمای صاحب رای و فتوی در عراق عرب نه چنین رأیی داده نه اینکه فتوی صادر کرده بود، حتی آقا سید کاظم هم تا امروز به این صراحت در مقابل کلمه حق نایستاده بود. از این مکتوب ظاهر گردید که صدر راونچی پس از ورود به نجف اشرف این نوشته را از سید کاظم صادر کرده، تلگرافا به طهران و سایر بلاد اشاعت داده‌است.»
در همین شماره کلکته در صفحات ۱۸ و ۱۶: صورت کاغذ است از ناحیه آقا سید کاظم یزدی که در خارج ایران برای حفظ مقلدین منتشر کرده به توسط سید علی پسر آقا که املاء خود آقا و خط سید ابوالقاسم اصفهانی محرر مخصوص ایشان بوده عیناً نقل می‌شود: «بر اخوان مؤمنین مستور نماند که حضرت مستطاب آیت‌الله فی العالمین آقا سید کاظم طباطبائی (مد ظله العالی) در تأسیس امر مشروطیت ایران نفیا و اثباتا داخل نشدند و تصویب و تکذیب آن را خارج از وظیفه شرعیه خود می‌دانند، و از بدو امر تا کنون با آنکه جمعی از اهل عمامه که مربوط با مجلسیان و محرک و مدیر آن در نجف بودند به انواع لطائف و حیل هر چه خواستند ایشان را هم اغواء و داخل در آن نمایند قبول نفرمودند، کار به تهدید و لوایح مجعوله نوشتن و دروغ و افتراء و بهتان بستن و به اداره روزنامجات فرستادن منتهی شد، در وجود مبارکش اثر ننمود، و هر چه توانستند کوتاهی ننمودند تا گذشت آنچه گذشت…»

## نمونه شعر
از یزدی، اثری ادبی با عنوان «بستان راز و گلستان نیاز» بر جای مانده‌است که مجموعه نظم و نثر ادبی است و شامل مناجاتنامه نیز هست که با این ابیات شروع می‌شود:
| کاظما تا کی به خواب غفلتی  |  | فکر خود کن تا که داری مهلتی |
| کاظما عمرت هدر شد در خیال  |  | شرم بادت از خدای لایزال     |
| کاظما برخیز و فکر راه کن   |  | توشه‌ای از بهر خود همراه کن  |
| کاظما از بیخودی سوی خود آی |  | خرده خرده روی کن سوی خدای   |